# Порт-Карбон (Пенсільванія)
Порт-Карбон (англ. Port Carbon) — місто (англ. borough) в США, в окрузі Скайлкілл штату Пенсільванія. Населення — 1806 осіб (2020).

## Географія
Порт-Карбон розташований за координатами 40°41′49″ пн. ш. 76°10′0″ зх. д. / 40.69694° пн. ш. 76.16667° зх. д. (40.696914, -76.166618).  За даними Бюро перепису населення США в 2010 році місто мало площу 1,95 км², уся площа — суходіл.

## Демографія
Згідно з переписом 2010 року, у селищі мешкало 1889 осіб у 790 домогосподарствах у складі 523 родин. Густота населення становила 967 осіб/км².  Було 893 помешкання (457/км²).
Расовий склад населення:
| - 96,3 % — білих - 0,8 % — чорних або афроамериканців - 0,4 % — азіатів |

До двох чи більше рас належало 1,8 %. Частка іспаномовних становила 2,2 % від усіх жителів.
За віковим діапазоном населення розподілялося таким чином: 22,0 % — особи молодші 18 років, 60,1 % — особи у віці 18—64 років, 17,9 % — особи у віці 65 років та старші. Медіана віку мешканця становила 40,7 року. На 100 осіб жіночої статі у селищі припадало 94,3 чоловіків;  на 100 жінок у віці від 18 років та старших — 91,2 чоловіків також старших 18 років.
Середній дохід на одне домашнє господарство  становив 49 889 доларів США (медіана — 41 402), а середній дохід на одну сім'ю — 60 409 доларів (медіана — 55 699). За межею бідності перебувало 10,7 % осіб, у тому числі 4,9 % дітей у віці до 18 років та 8,2 % осіб у віці 65 років та старших.
Цивільне працевлаштоване населення становило 902 особи. Основні галузі зайнятості: освіта, охорона здоров'я та соціальна допомога — 32,6 %, виробництво — 21,6 %, роздрібна торгівля — 13,4 %, будівництво — 5,8 %.